# Pterammina
Pterammina es un género de foraminífero bentónico de la subfamilia Flabellammininae, de la familia Lituolidae, de la superfamilia Lituoloidea, del suborden Lituolina y del orden Lituolida. Su especie tipo es Pterammina israelensis. Su rango cronoestratigráfico abarca el Cenomaniense superior (Cretácico superior).

## Discusión
Clasificaciones previas incluían Pterammina en el suborden Textulariina del orden Textulariida, o en el orden Lituolida sin diferenciar el suborden Lituolina.

## Clasificación
Pterammina incluye a la siguiente especie:
- Pterammina israelensis †